# Lethrinops
Lethrinops è un genere di ciclidi haplochromini endemico del Lago Malawi nell'Africa orientale. Tra gli acquariofili sono noti come sandeaters o sandsifters.

## Specie
Vi sono attualmente 24 specie riconosciute in questo genere:
- Lethrinops albus (Regan, 1922)
- Lethrinops altus (Trewavas, 1931)
- Lethrinops argenteus (C. G. E. Ahl, 1926)
- Lethrinops auritus (Regan, 1922)
- Lethrinops christyi (Trewavas, 1931)
- Lethrinops furcifer (Trewavas, 1931)
- Lethrinops gossei (W. E. Burgess & H. R. Axelrod, 1973)
- Lethrinops leptodon Regan, 1922
- Lethrinops lethrinus (Günther, 1894)
- Lethrinops longimanus (Trewavas, 1931)
- Lethrinops longipinnis (Eccles & D. S. C. Lewis, 1978)
- Lethrinops lunaris (Trewavas, 1931)
- Lethrinops macracanthus (Trewavas, 1931)
- Lethrinops macrochir (Regan, 1922)
- Lethrinops macrophthalmus (Boulenger, 1908)
- Lethrinops marginatus (C. G. E. Ahl, 1926)
- Lethrinops micrentodon (Regan, 1922)
- Lethrinops microdon (Eccles & D. S. C. Lewis, 1977)
- Lethrinops microstoma (Trewavas, 1931)
- Lethrinops mylodon (Eccles & D. S. C. Lewis, 1979)
- Lethrinops oculatus (Trewavas, 1931)
- Lethrinops parvidens (Trewavas, 1931)
- Lethrinops stridei (Eccles & D. S. C. Lewis, 1977)
- Lethrinops turneri (Ngatunga & Snoeks, 2003)